# آردا آنارات
آردا آنارات (انگلیسی: Arda Anarat؛ زادهٔ ۲ آوریل ۱۹۹۹) بازیگر اهل ترکیه است.
از فیلم‌ها یا برنامه‌های تلویزیونی که وی در آن نقش داشته‌است می‌توان به حریم سلطان، قیام ارطغرل اشاره کرد.